# Spilogona acuticornis
Spilogona acuticornis este o specie de muște din genul Spilogona, familia Muscidae. A fost descrisă pentru prima dată de Malloch în anul 1920. Conform Catalogue of Life specia Spilogona acuticornis nu are subspecii cunoscute.